# Søn af regimentet
Søn af regimentet (russisk: Сын полка) er en sovjetisk film fra 1946 af Vasilij Pronin.

## Medvirkende
- Jurij Jankin som Vanja Solntsev
- Aleksandr Morozov som Jenakijev
- Pavel Volkov som Vasilij Kovaljov
- Nikolaj Parfjonov som Gorbunov
- Hryhorij Pluzjnyk som Bidenko